# Bannleihe
Bannleihe ist die Übertragung des Banns vom Deutschen König auf andere. Sie kam ab dem 10. Jahrhundert vor. 
Der Bann bezieht sich entweder auf einen geschlossenen Bezirk (Stadtfriede) oder auf Zubehör eines Gutes. Ein solches Bannrecht kann sich auch nur auf besondere Gerechtsame und die dazu nötige zwingende Gewalt beziehen (z. B. Burgbann (Aufbietung zum Burgdienst), Forstbann, Gewerbebann).
Bann bezeichnet zunächst das Recht der Obrigkeit, insbesondere des Königs (Königsbann), zu gebieten und zu verbieten (Banngewalt). Dann bedeutet Bann die Strafe, die bei Verletzung des Bannes eintritt; endlich das Gebiet dieser Gewalt (Bannbezirk, Herrschaftsbezirk). Je nach dem Tätigkeitsgebiet unterscheidet man verschiedene Einzelbänne, meistens drei: Friedensbann, Verwaltungsbann, Verordnungsbann. 